# أحمد محمد شريف المنبجي
أحمد محمد شريف المنبجي (1369 - 1438 هـ / 1950 - 2017 م) عالم سوري متخصص في العلوم الإسلامية.

## ولادته ونشأته
وُلد الشيخ أحمد محمد شريف المنبجي في عام 1369هـ / 1950م، في مدينة «منبج» التابعة لمحافظة حلب في سوريا من أب شركسي وأم تركية، وكان جده (أحمد) قد هاجر من بلاد القفقاس مع من هاجروا آنذاك هربا من الإبادة الجماعية وبطش الحكومة الروسية فيما يعرف تاريخيا بـ (تهجير الشركس) إبان حرب القوقاز التي انتصرت فيها روسيا.
نشأ في أسرة متوسطة الحال، حيث كان والده فلاحا يملك أرضا يعتاش مما يزرعه فيها محبا للخيل والفروسية خبيرا بأنواعها وأشكالها وأصول تربيتها، وكان لوالده معرفة بالعشائر العربية الموجودة في بلاد الشام يحضر اجتماعاتهم ويحكم في خصوماتهم.
كان الشيخ أحمد منذ نعومة أظفاره محبا للعلم والمعرفة شغوفا بمجالسة أهل العلم ودروسهم، وكان ذا شخصية مهيبة يرتفع بنفسه عن صغائر الأمور والدنيات، لبقا، بشوشا، وفيا لأهل بلده وأبناء جيله.

## تعليمه
تلقى تعليمه الابتدائي في مدرسة نموذج (التي أصبحت لاحقا مدرسة منبج للبنات) ثم أكمل تعليمه الإعدادي والثانوي في (ثانوية منبج للبنين) وفيها التقى شيخه ومرشده الأول (أديب الكيلاني) الذي كان له الأثر الأكبر في التزامه نهج التدين ومجالسة العلماء والصالحين، هذا الأثر الذي ظهر جليا في نشاطه في عمل الدعوة وحضور مجالس العلم وإلقاء الخطب والمواعظ في زمن كانت الشيوعية تنتشر بين أبناء جيله انتشار النار في الهشيم، ونتيجة لذلك قرر أن يتابع تعليمه الجامعي في العلوم الشرعية لينهل من معينها، ولقد يسر الله له ذلك بأن سافر إلى بلاد الحرمين وفي المدينة المنورة تم قبوله في (الجامعة الإسلامية) عام 1975م.
في المدينة المنورة التقى سماحة العلامة المحدث (محمد المنتصر الكتاني) في المسجد النبوي الشريف، حيث كان للشيخ الكتاني مجلس علم في الحرم يشرح فيه مسند الإمام أحمد بن حنبل، فلازمه الشيخ أحمد ملازمة الطالب والابن، وقرأ عليه المسند على مدى 11 عام.

## أشياخه

الشيخ المربي أديب الكيلاني الحموي الذي كان له الأثر الأول والأكبر في التزام الشيخ في طريق التدين والدعوة ، حيث كان الشيخ أديب مدرس التربية الدينية في ثانوية منبج وبها تم اللقاء الأول.

محدث الحرمين الشريفين الشيخ محمد المنتصر الكتاني ، وقد قرأ الشيخ أحمد شريف عليه مسند الإمام أحمد بن حنبل في الحرم المدني الشريف ولازمه طوال 11 سنة.

التقى بالعديد من العلماء والدعاة وكان لإقامته في مكة المكرمة وعمله في رابطة العالم الإسلامي فائدة عظيمة في التعرف على شخصيات من شتى بقاع الأرض، فنهل من معينهم واستفاد من علمهم وخبراتهم وأحوالهم، ومن أبرز من تتلمذ عليهم:
- الشيخ المربي (أديب الكيلاني الحموي): شيخه ومرشده الأول في بلده منبج، تأثر به جدا وكان ملازما لحضور دروسه ومجالس علمه، أخذ عنه أصول العقيدة والتوحيد، وتلقى عنه مبادئ العلم الشرعي.
- العلامة المحدث (محمد المنتصر الكتاني): التقى سماحته في المسجد النبوي الشريف، حيث كان للشيخ الكتاني مجلس علم في الحرم يشرح فيه مسند الإمام أحمد بن حنبل، فلازمه الشيخ أحمد ملازمة الطالب والابن، وقرأ عليه المسند على مدى 11 عام.
- العلامة المحدث مسند العصر (محمد ياسين الفاداني): التقاه في مكة المكرمة عام 1407هـ وأخذ عنه إجازات عدة في كتب الحديث، لعل أبرزها سنده إلى الإمام البخاري رحمه وهو المعروف بأعلى الأسانيد في عالمنا اليوم.
- المحدث (عبد الله بن محمد صديق الغماري).
- المحدث والقاضي (محمد تقي العثماني).
- الفقيه (مصطفى بن أحمد الزرقا).
- العلامة شيخ الهند (أبو الحسن علي الحسني الندوي).
- المحدث (عبد الله سراج الدين).

## أسانيده وإجازاته
- سنده للجامع الصحيح للبخاري عن طريق شيخه (محمد ياسين الفاداني): يروي الشيخ أحمد محمد شريف المنبجي صحيح الإمام البخاري بعد ختمه (1)على الشيخ المسند محمد ياسين الفاداني المتوفى سنة (1410) سماعاً إضافة إلى إجازة (مشافهة، ومكاتبة) (1) وهو يرويه عن محدث الحرمين الشريفين الشيخ عمر بن حمدان المحرسي المتوفى سنة (1368). سماعًا لكثير منه، وإجازة لباقيه (2). وهو يرويه عن أبي النصر محمد بن عبد القادر بن صالح الدمشقي الخطيب المتوفى سنة (1324) (3).عن عمر بن عبد الغني الغَزِّي المتوفى سنة (1277) (4).عن مصطفى بن محمد الشامي الرَّحمتي المتوفى سنة (1205) (5).عن عبد الغني بن إسماعيل النابلسي المتوفى سنة (1143) (6) عن النَّجم محمد بن محمد ابن محمد بن أحمد الغَزِّي المتوفى سنة (1061) (7) عن أبيه بدر الدين محمد الغَزِّي المتوفى سنة (984) (8)عن شيخ الإسلام القاضي أبي يحيى  زكريا بن محمد الأنصاري المصري الشافعي المتوفى سنة (925) بقراء ته لجميعه (9)على أمير المؤمنين في الحديث حافظ عصره شيخ السنة الحافظ أحمد بن علي بن حجر العسقلاني المتوفى سنة (852) بسماعه لجميعه (10)على أبي إسحاق إبراهيم بن أحمد التنوخي البعلي المتوفى سنة (800) بسماعه لجميعه (11) على أبي العباس أحمد بن أبي طالب الحَجَّار المعروف بابن الشحنة المتوفى سنة (730) بسماعه لجميعه (12) على أبي عبد الله الحسين بن المبارك الزبيدي المتوفى سنة (631) هـ بسماعه لجميعه (13) على أبي الوقت عبد الأول بن عيسى بن شعيب السِّجزي الهروي المتوفى سنة (553) بسماعه لجميعه (14) على أبي الحسن عبد الرحمن بن محمد بن المظفر بن معاذ الداودي المتوفى سنة (467) سماعاً (15) عن أبي محمد عبد الله بن أحمد بن حمويه السرخسي المتوفى سنة (381) سماعًا (16) عن أبي عبد الله محمد بن يوسف بن مطر بن صالح بن بشر بن إبراهيم البخاري الفِربري المتوفى سنة (320) سماعاً (17) عن الإمام الحافظ الحجة أبو عبد الله محمد بن إسماعيل بن إبراهيم بن المغيرة الجُعفي البخاري المتوفى سنة (256) (18) سماعًا عليه مرتين، الأولى بفربر والثانية ببخارى.  وبهذا السند يكون بينه وبين الإمام البخاري (17) واسطة. وهو سند عال،  ويكون بينه وبين النبي محمد ﷺ (21) واسطة، حيث أعلى أسانيد الإمام البخاري الثلاثيات.
- إجازته لمسند الإمام أحمد بن حنبل الشيباني عن طريق شيخه (محمد المنتصر الكتاني): الحمد لله رب العالمين والصلاة والسلام على سيد المرسلين سيدنا محمد وعلى آله وصحبه أجمعين وبعد: فإنه بحمد الله تعالى وفضله عليَّ أن أكرمني برواية المسند قراءة وسماعاً لجميعه على شيخي وأستاذي وعمدتي في الرواية والدراية المحدث المسند سليل الدوحة المباركة، وحفيد العلماء العاملين السيد (محمد المنتصر بالله الكتاني)(1332هـ – 1419هـ) حيث أكرمني وفرغ لي من وقته للقراءة عليه والتعلم بين يديه حتى ختمت هذا المسند العظيم، ثم خط لي ببنانه سنده للمسند مقروناً بالإجازة الخاصة والعامة.  وهو يرويه عن جماعة من العلماء وخاصة بسماعه لما تيسر له من دروس المسند لجده العلامة السيد محمد بن السيد جعفر (1273هـ – 1345هـ) وإجازة وإكمالاً للكثير على أبيه السيد محمد الزمزمي (1305هـ – 1371هـ) وإجازة، وهما أعــني (أبوه وجده) يرويانه عن مسند المدينة ومفتي الشافعية بها السيد أحمد بن إسماعيل بن محمد زين العابدين البرزنجي (1257هـ – 1337هـ) وهو عن والده السيد إسماعيل بن محمد زين العابدين البرزنجي المدني (نحو 1200هـ – 1281 هـ) وهو عن عمدته في الرواية مسند المدينة في وقته الشيخ صالح بن محمد بن نوح العمري المسّوفي الفلاني المدني (1166هـ  – 1218هـ) وهو بقراءته إلى مسند المكيين، وإجازة لسائره على الشيخ محمد سعيد بن محمد أمين سفر المدني الحنفي (1114هـ – 1194هـ) بقراءته كاملاً على الشيخ أبي الحسن الكبير محمد بن عبد الهادي التتوي (نحو 1050هـ – 1139هـ) وهو بسماعه لجميعه على الشيخ عبد الله بن سالم البصري المكي (1049هـ –  1134هـ) وهو عن الشيخ أبي عبد الله محمد بن علاء الدين البابلي القاهري الشافعي (1000هـ – 1077هـ) بقراءة الشيخ عيسى بن محمد المغربي الثعالبي (1020هـ –1080هـ) من أول المسند إلى قوله إنك غفور رحيم في دعاء الاستفتاح وإجازة سائره عن الشيخ علي بن يحيى الزيادي (ت1024 هـ) عن الشهاب أحمد بن حمزة الرملي (ت 957هـ) عن الشمس محمد ابن عبد الرحمن السخاوي (831 هـ – 902هـ) عن العز عبد الرحيم بن الفرات الحنفي (759هـ – 851 هـ) عن أبي العباس أحمد بن محمد الجوخي (683هـ – 764هـ) عن أم أحمد زينب بنت مكي بن علي الحرانية (594هـ – 688هـ). (ح) والبابلي عن نجم الدين محمد بن بدر الدين محمد بن رضي الدين محمد الغزي العامري الدمشقي (977هـ – 1061هـ) عن أبيه البدر محمد الغزي الشافعي (904هـ – 984هـ) عن أبي الفتح محمد بن محمد بن علي بن صالح العوفي المزي (810 هـ  – 906هـ) أخبرنا أحمد بن عثمان بن عمر المصري الشافعي قراءة لجميعه أخبرنا التقي محمد بن محمد بن عبد الرحمن بن حيدرة الدجوي (737هـ – 809 هـ) لجميعه أخبرنا علي بن أحمد العرضي لجميعه أخبرتنا زينب بنت المكي الحرانية (594هـ – 688هـ) لجميعه أخبرنا أبو علي حنبل بن عبد الله المكبِّر الرصافي (510هـ – 604هـ) أخبرنا أبو القاسم هبة الله بن محمد بن عبد الواحد بن الحصين الشيباني (432هـ – 525هـ) أخبرنا أبو علي الحسن بن علي التميمي المعروف بابن المُذهِب الواعظ (355هـ – 444هـ) حدثنا أبو بكر أحمد بن جعفر بن حمدان بن مالك القَطِيعي (274هـ– 368هـ) أخبرنا أبو عبد الرحمن عبد الله بن أحمد بن محمد بن حنبل (213هـ – 290هـ) حدثني أبي (164هـ – 241هـ) وغيره.

جلسة ختم مسند الإمام أحمد بن حنبل في منزل الشيخ أحمد شريف في أم الجود بمكة المكرمة.

الشيخ أحمد شريف يستمع إلى ختم كتاب صحيح الإمام البخاري كاملا ، ليجيز من قرأ عليه بالقراءة والسماع إجازة خاصة مسلسلة إلى شيخه محمد ياسين الفاداني إلى الإمام البخاري إلى النبي محمد.

## وظائفه
عمل في رابطة العالم الإسلامي ابتداءا من عام 1407هـ حتى وفاته، وتنقل بين عدة إدارات فيها (الدعوة) و (الدراسات والبحوث) وكان آخرها (هيئة الإعجاز العلمي في القرآن والسنة) كباحث شرعي.

## مؤلفاته
- علم الحسبة بين النظرية والتطبيق.
- الإسناد المبهج في أول ثبت لمنبج.
- قطوف من الذاكرة (سيرة ذاتية).

كتاب علم الحسبة بين النظرية والتطبيق عبارة عن بحثين نال بهما الشيخ درجة الدكتوراة من جامعتي لكهنؤ في الهند وأم درمان في السودان ، وقد حوى عصارة جهده في دراسة الإحتساب وأثره على الأمة.

- الرفق في الحيوان وأثر الاحتساب به (بحث نال به درجة الماجستير، لم يطبع).

## وفاته
توفي في أول أيام التشريق من ذي الحجة عام 1438هـ الموافق 2/سبتمبر/2017 عن عمر يناهز 67 سنة في مكة المكرمة، وصلى عليه ملايين الحجاج في المسجد الحرام، ووري الثرى في مقبرة المعلاة بالقرب من قبر أم المؤمنين السيدة خديجة .

## رثائه
رثاه الشاعر الأديب (يحيى حاج يحيى) في قصيدة قال فيها:
فخرا لمنبج كنت بل للشام
يا بن الأكارم يا أخا الإسلام
تروي حديث المصطفى متسلسلا
وتذود عنه غرائب الأفهام
ضمتك (مكة) وهي أشرف بقعة
يا واصل الأحباب والأرحام
يا بن الشريف وفي الشراكس إخوة
نزهو بهم ونجل كل همام
في (الثبت) أبهجت النفوس رواية
و (بحسبة) أمسيت في الأعلام
هو غرسة أوصى (الأديب) بغرسها
طاب الغراس على مدى الأيام
فعليك رحمة من براك مجاهرا
بالحق لا تخشى من اللوام
وعليك ما طاف الحجيج وهللوا
لله في حل وفي إحرام
رحمات ربي لم تزل تسعى لها
وتجد في عزم وفي إقدام
انزله يا رباه خير منازل
يا ذا الجلال فجد وذا الإكرام
ونظمها: الشاعر (يحيى حاج يحيى) - ينبع - السعودية - (13-12-1438هـ).
- الثبت: كتاب الشيخ الذي حوى أسانيده (الثبت اللطيف في أسانيد أحمد شريف).
- الحسبة: كتاب الشيخ الذي نال به شهادتي الدكتوراة.
- الأديب: الشيخ المربي الفاضل (أديب الكيلاني).

## وصلات خارجية
- صفحة كتاب (علم الحسبة بين النظرية والتطبيق) على موقع مكتبة دار المنهاج للنشر والتوزيع